# Lophiotoma olangoensis
Lophiotoma olangoensis là một loài ốc biển, là động vật thân mềm chân bụng sống ở biển trong họ Turridae.

## Phân bố
Loài này có ở biển around the Philippines and Japan.

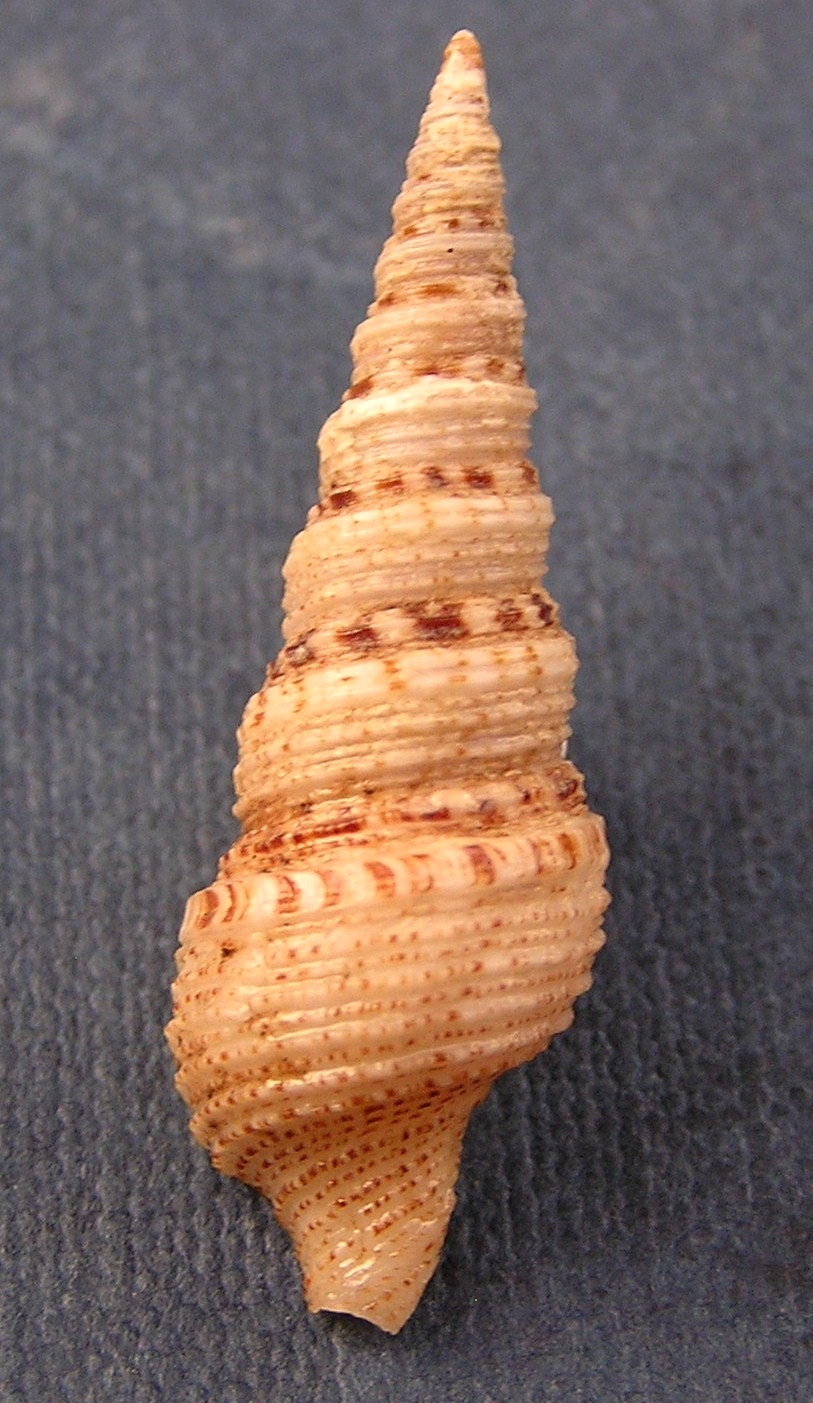
Lophiotoma olangoensis, abapertural view